# Franklin County, Massachusetts
Franklin County är ett administrativt område i västra delen av delstaten Massachusetts i USA. Franklin är ett av fjorton counties i delstaten. Den administrativa huvudorten (county seat) är Greenfield. År 2010 hade Franklin County 71 372 invånare. 
1997 överfördes den sekundärkommunala verksamheten i countyt till delstatsmyndigheterna. Vissa gemensamma uppgifter sköts av det kommunala samarbetsorganet Franklin Regional Council of Governments.

## Geografi
Enligt United States Census Bureau har Franklin County en total area på 1 877 km². 1 818 km² av den arean är land och 59 km² är vatten.

### Angränsande countyn
- Windham County, Vermont - nord
- Cheshire County, New Hampshire - nordöst
- Worcester County - öst
- Hampshire County - syd
- Berkshire County - väst